# Saint-Chabrais
Saint-Chabrais è un comune francese di 348 abitanti situato nel dipartimento della Creuse nella regione della Nuova Aquitania.

## Società

### Evoluzione demografica
Abitanti censiti